# Leandro de Sevilla
Svatý Leandro de Sevilla (španělsky: San Leandro de Sevilla, latinsky: Sanctus Leandrus; asi 534, Cartagena – 13. března 600 nebo 601, Sevilla) nebo také Leander byl katolický prelát v Seville. Zasloužil se o obrácení vitigótských králů Hermenegilda a Rekkareda na křesťanskou víru. Jeho bratr a nástupce byl Isidor ze Sevilly.

## Život
Leandro a jeho rodina pocházeli z Hispánie. Otec Severianus byl politik. Kolem roku 554 se jeho rodina přestěhovala do Sevilly.
V roce 576 se stal mnichem v řádu Benediktinů.
V roce 579 se stal biskupem. Jako biskup měl Leandro přístup k merovejské princezně Ingunthis, s jejíž pomocí obrátil na křesťanskou víru následníka trůnu Hermenegilda.
Král Liuvigild proto Leandra uvrhl do vyhnanství. Leandro se stáhl do Byzance, kde se seznámil s budoucím papežem Řehořem Velikým. V roce 585 Liuvigild zabil Hermenegilda, který byl poté prohlášen za mučedníka. V roce 589 zemřel i Liuvigild a Leander se mohl z vyhnanství vrátit. Měl podíl na obrácení dalšího Liuvigildová syna, Rekkareda.
V roce 589 svolal Třetí Toledský koncil, ve kterém se vizigótská Hispánie zřekla arianismu.
Zemřel v roce 600, nebo 601.
Jeho svátek se uctívá 27. února (katolická církev), 13. března (východní církve) a 13. listopadu (Španělsko).
Po jeho osobě se jmenuje město San Leandro a jeho vyobrazení figuruje ve znaku Sevilla FC.
Napsal knihy De institutione virginum et contemptu mundi a Homilia de triumpho ecclesiæ ob conversionem Gothorum.
V římskokatolické církvi a pravoslavné církvi jsou jako svatí uctíváni i Leandrovi bratři Isidor a Fulgentius a sestra Florentina.